# Tư tưởng Chủ thể
Tư tưởng Juche (Hangul: 주체); (phát âm /tɕutɕʰe/ trong tiếng Triều Tiên) (主體: âm Hán Việt: Chủ thể) hay Tư tưởng Kim Nhật Thành là một hệ tư tưởng chính thức của Nhà nước Cộng hòa Dân chủ Nhân dân Triều Tiên. Thuyết này cho rằng "con người là chủ thể của mọi sự và quyết định mọi việc," và người dân Triều Tiên là chủ thể của cuộc cách mạng Triều Tiên. Chủ thể là một tư tưởng tối yếu của Chủ nghĩa Kim Nhật Thành, hệ thống chính trị Triều Tiên. Nghĩa đen của từ này là "bộ phận chủ yếu trong sự vật"; và nó cũng được các nguồn tin Triều Tiên dịch là "quan điểm độc lập" và "tinh thần tự lực".